# 有坂与太郎
有坂 与太郎（ありさか よたろう、1896年1月27日 - 1955年6月8日）
は日本の郷土玩具研究者・収集家。本名は正輔。（旧字表記は「與太郎」）

## 略歴
1896年1月27日に南品川に生まれる。「郷土玩具の普及」「玩具則生活描写」を提唱（）し、郷土玩具の出版を勢力的に行い、郷土玩具運動のリーダー的存在となった。三田平凡寺らと交遊、『我楽他宗』に参加、第四番与太山玩狐寺と号し、狐に関するものを収集した。
1925年（昭和初め）ごろから興った郷土玩具収集の新たな高まりは、西洋的な事物を排除し、日本的な事物を評価しようという当時の国策にそったものでもあった。
これまでの名士などいわゆる趣味人の特殊な階層の趣味を越えて，一般家庭主婦や若いサラリーマン，学生層にまで愛好熱が広まった。
有坂は1927年（昭和2年）に「諸国おもちゃ番附」を刊行している。
それによると東の横綱は磐城の三春駒、西の横綱は日向の鶉車であった。
「郷土玩具」という呼称自体がこの時期に定着している。それまでは「土俗玩具」「地方玩具」「大供玩具」「諸国玩具」と呼ばれていた。
ここから洋画家山本鼎（かなえ）を指導者とする農民美術派の作品や、郷土玩具研究家、有坂与太郎(正輔)の提唱する創生玩具など新型の郷土玩具も登場した。
東京大阪などには各地の郷土玩具を販売する専門店も出現した。
そうした専門店には、大阪の「筒井郷玩店」（1924年ごろ）。東京銀座の諸国民藝の「たくみ」（1933年創立、現存）、こけし専門の「たつみ」（1941年）などがある。
1929年（昭和4年）、南品川3丁目1517通称浅間台（現南品川5-14付近）の自宅の一角に、収集した玩具を収蔵・展示する玩具博物館（蘇民塔）を建設。それは蘇民将来の説話にもとづくお守りをモデルに造られ、高さ10メートルを超える鉄筋コンクリート製の六角形の塔型をしていた。この蘇民塔は1944年5月、強制疎開のため取り壊された。
1932年（昭和7年）に旧品川町が、荏原郡全域とともに東京市に編入された際、品川の繁栄を図ろうと東海七福神を創設。参拝者に配付される宝船と七福神人形も、有坂の考案によるもの。

## イミテーションこけし
1938年（昭和13年）有坂が代表者である日本郷土玩具協会「こけしの会」は、縮写こけしの頒布を企画（『こけし辞典』では「縮写こけし頒布会」）。多数のイミテーションこけしが作られた。「縮写こけし」は現品の大きさにかかわらず9ｃｍ（3寸）であった。	
その頒布会の規約は『「こけしの代表作60本を選んで、それを一定の寸法に縮写し、鑑賞的であるばかりでなく、研究資料としても後世に伝えようとする企て」監修：有坂与太郎、解説深沢要、製作者：猪谷春峰、第１回頒布仙台・鉛・川湯・鳴子・一関、毎月5本頒布12ヶ月、毎月1円30銭外に送料15銭。頒布予定として50工人（高橋褜吉、川村清太郎、藤井梅吉、長谷川辰雄、大野栄治、小林辻右衛門、秋山忠、高橋忠蔵、宮本栄吉、鎌田文市、坂下権太郎、木村吉太郎、佐藤文六、佐藤喜一、新山栄五郎、菅原庄七、海谷吉右衛門、大沼岩蔵、佐藤善七、平賀謙蔵、阿部新次郎、小椋久四郎、間宮明太郎、高橋武蔵、斎藤太治郎、新山久治、高橋盛、男沢春江、荒井金七、村井福太郎、佐藤秀一、佐藤直助、佐々木与始郎、渡辺角治、小椋泰一郎、佐藤七之助、佐藤松之進、小林倉治、秋山慶一郎、柏倉勝郎、佐藤栄治、長谷川清一、磯谷直行、藤原政五郎、阿部治助、伊藤儀一郎、松田初見、斎藤源吉、煤孫茂吉、高橋兵次郎）をあげ他は選定中･･･。』となっていた。
制作販売は小島正（おじまただし）。木地は鳴子出身の大沼正雄、描彩は猪谷春峰であった。
このイミテーションこけしは、2006年ごろ、ヤフオクに大量に出品されて問題となった。

## 著書
- 『日本玩具集おしやぶり』 (第1輯 東北編)郷土玩具普及会1926
- 『日本玩具集おしやぶり』 (第2輯 古代篇)郷土玩具普及会1926
- 『日本玩具集おしやぶり』 (第3輯 東海道篇)郷土玩具普及会1926
- 『日本玩具集おしやぶり』 (第4輯 東京篇)郷土玩具普及会1926
- 『郷土玩具種々相』嵩山房（1926年）
- 『おもちや絵本』（全6冊）郷土玩具普及会（1927年）
- 『おもちや葉奈志〈その1〉郷土玩具普及会(1930年)
- 『おもちや葉奈志〈その2〉郷土玩具普及会(1930年)
- 『おもちや葉奈志〈その3招猫〉郷土玩具普及会(1930年)
- 『中部日本おもちゃの旅』日本放送協会（1931年）
- 『日本雛祭考』建設社 (1931年)
- 『玩具叢書 日本玩具史篇』雄山閣（1934年）復刻版1983年
- 『玩具叢書 世界玩具史篇』雄山閣（1934年）復刻版1983年
- 『日本玩具史』〈前・後編〉建設社(1935年)
- 『郷土玩具大成〈第1巻〉東京篇』(1935年)
- 『郷土玩具展望』〈中巻〉山雅房（1941年）
- 『雛祭新考』建設社1943年・（復刻版）思文閣1977年
- 『芸術人形作り方講座(人形専門編)』1951年1月
- 『郷土玩具種々相』(1977/11)
- 『日本玩具史』 (1977年)1977/11
- 『郷土玩具種々相1997/9
- 『日本雛祭考』（復刻版）拓石堂出版社、1977年

編著
- 『愛玩　愛玩家名鑑』建設社、1935年

編集誌
- 「郷土玩具」1932年創刊号-11号
- 「鯛車」洋々社（1937年～1944年78号まで発行）

訳書
- カルル・グレーベル『泰西玩具図史』1932